# Liste des maires d'Ousté

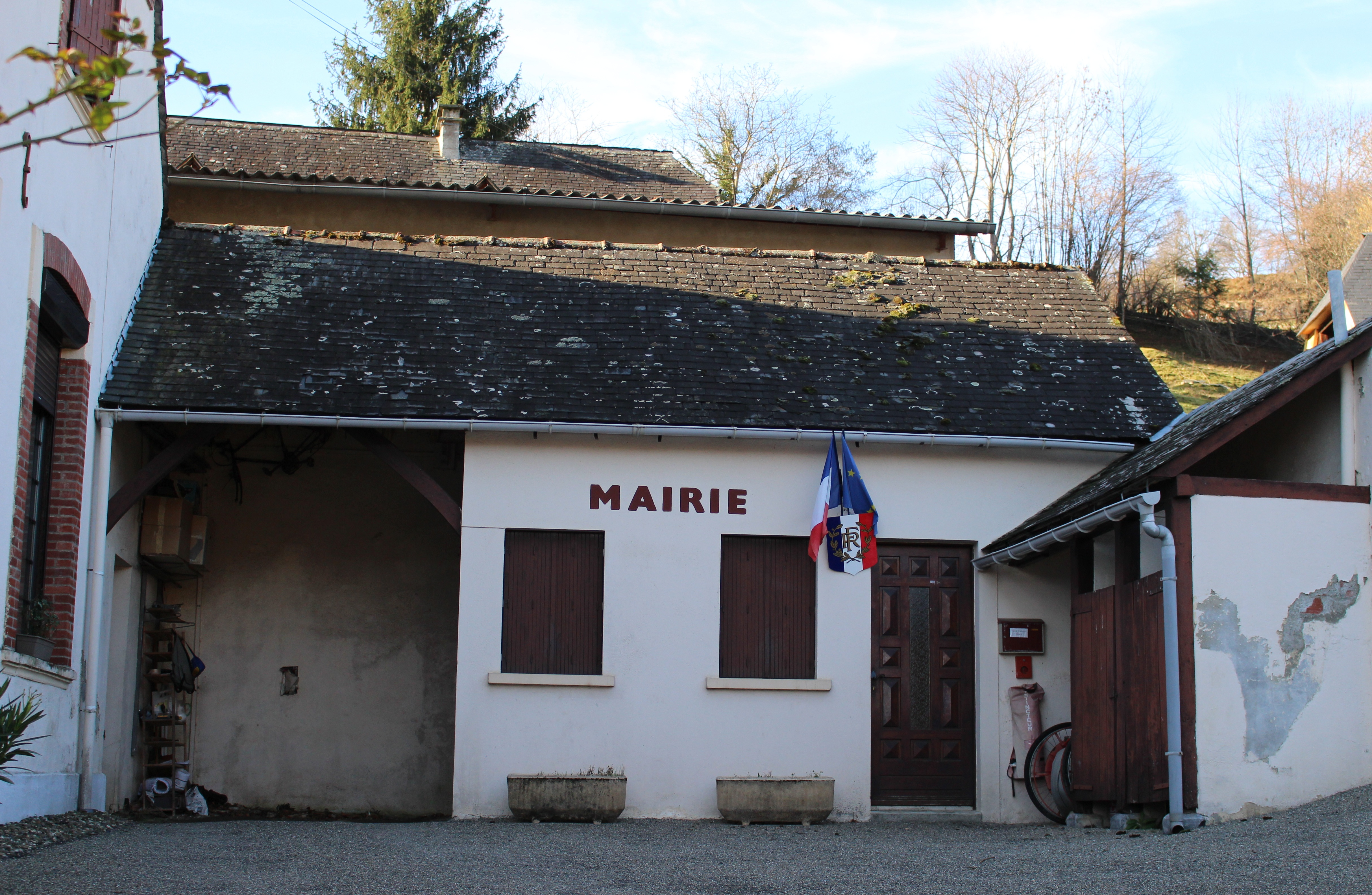
La mairie en 2016.

## Liste des maires
| Période                                  | Période   | Identité                    | Étiquette | Qualité |
| ---------------------------------------- | --------- | --------------------------- | --------- | ------- |
| Les données manquantes sont à compléter. |           |                             |           |         |
|                                          |           |                             |           |         |
| 1963                                     | 1975      | Eugène Laplagne             |           |         |
| 1975                                     | 1987      | Gérard Arramond             |           |         |
| 1987                                     | mars 1995 | Jean Landelle               |           |         |
| mars 1995                                | mars 2001 | Marie-Odile Lonca           |           |         |
| mars 2001                                | mars 2008 | Jean-Luc Laplagne           |           |         |
| mars 2008                                | mars 2014 | Frédérique Cazenave Ducasse |           |         |
| mars 2014                                | mars 2020 | Frédéric Loupias            |           |         |
| mars 2020                                | En cours  | Jean-Pierre Frechin         |           |         |